# Passiflora hastifolia
Passiflora hastifolia är en passionsblomsväxtart som beskrevs av Ellsworth Paine Killip. Passiflora hastifolia ingår i släktet passionsblommor, och familjen passionsblomsväxter. Inga underarter finns listade i Catalogue of Life.